# جون الثالث، دوق بافاريا
يوهان الثالث العنيف، دوق بافاريا-شتراوبينغ (بالألمانية: Johann III.)‏ (1425-1374)؛ كان أسقف لييج بين 1389-1418، وثم دوق بافاريا-شتراوبنغ، وكونت هينو وهولندا منذ 1418 حتى 1425.
يوهان هو الابن الأصغر لـ ألبرشت الأول دوق بافاريا ومارغريت من بريخ، هو شقيق الأصغر لـ فيلهلم الثاني، دوق بافاريا وأيضا مارغريت زوجة جان الشجاع، دوق بورغندي.
باعتباره الابن الأصغر كان لا بد له عمل في مجال الكنيسة، وبـسن الـ 15 أصبح أمير-أسقف لييج بدعم من البابا بونيفاس التاسع.
ولكن مع 1417 بوفاة شقيقه فيلهلم الثاني خلفته ابنته جاكلين، رفض يوهان الكهنوتية، تزوج في 1418 من إليزابيث، دوقة لوكسمبورغ التي كانت في ذاك الوقت أرملة أنتوني، دوق برابانت، أبنائهم توفوا صغار.
وبمساعدة من الإمبراطور سيغيسموند عم زوجته حارب يوهان فوراً ابنة شقيقه جاكلين وزوجها الثاني جان الرابع، دوق برابانت.
استطاع يوهان بمساعدة من ابن شقيقته فيليب الطيب من محاصرة دوردريخت في 1419 مع ذلك لم ينجحوا، لذلك وافق مع جان الرابع دي برابانت لبدء إدارة مشتركة بينهما، جاكلين لم تجد حصتها في هذه المسألة السياسية، وأخيراً ترك جان الرابع هولندا وهينو لـ يوهان.
جاكلين تزوجت لاحقاً من همفري لانكاستر، دوق غلوستر الأول وعاشت فترة في إنجلترا، لم تتمكن السيطرة على هولندا وهينو لفترة طويلة من وفاة يوهان، في حين تم تقسيم بافاريا-شتراوبنغ بين دوقات بافاريا الآخرون، ولكن جزء الأكبرر ذهب إلى بافاريا-ميونخ.
توفي يوهان في لاهاي في 1425.